# Gymnosporia obovata
Gymnosporia obovata là một loài thực vật có hoa trong họ Dây gối. Loài này được Craib mô tả khoa học đầu tiên năm 1915.